# Wilhelm Sunder-Plassmann

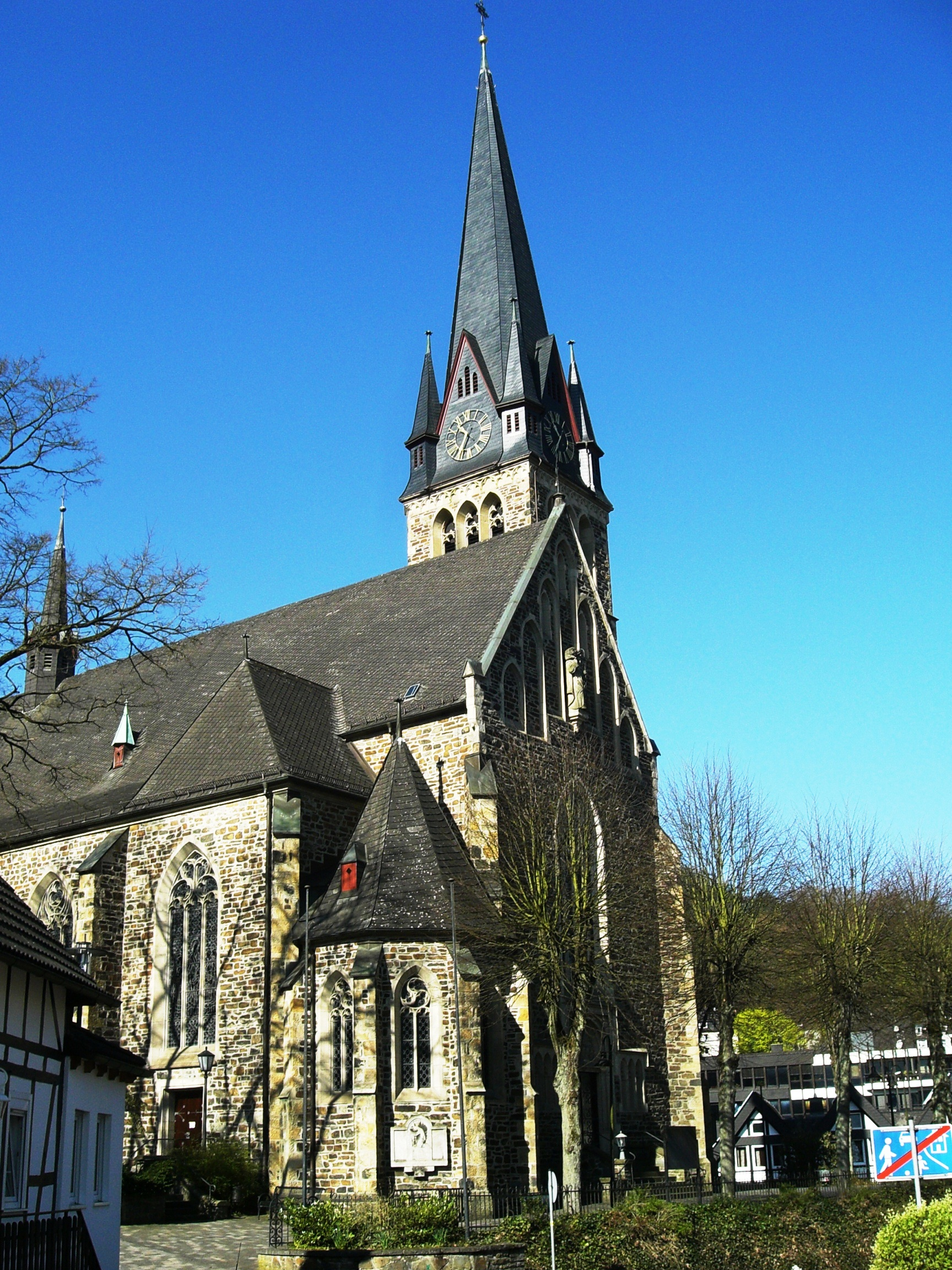
St. Agatha in Altenhundem (1900–1901)

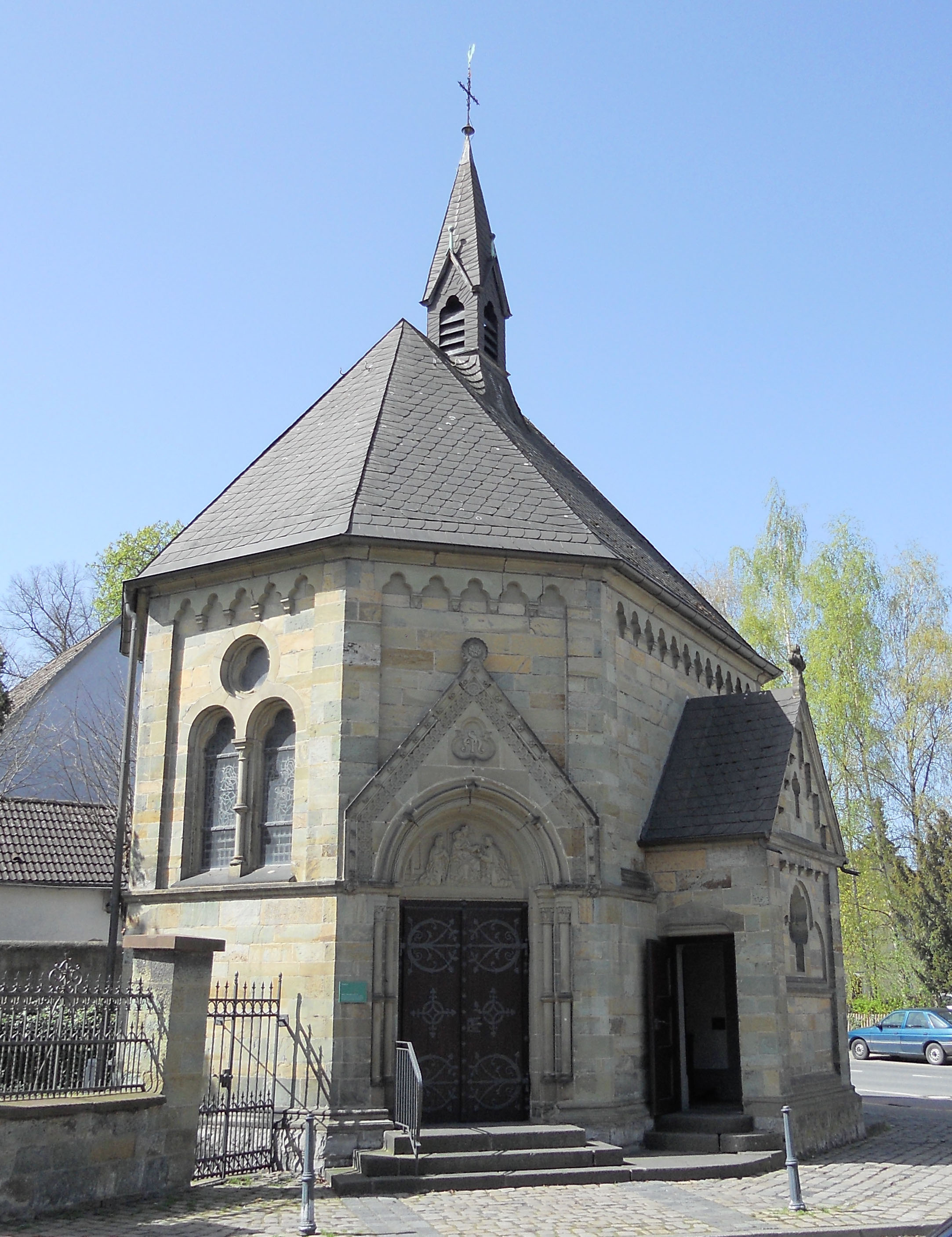
Muttergottes in der Not in Werl (1901)

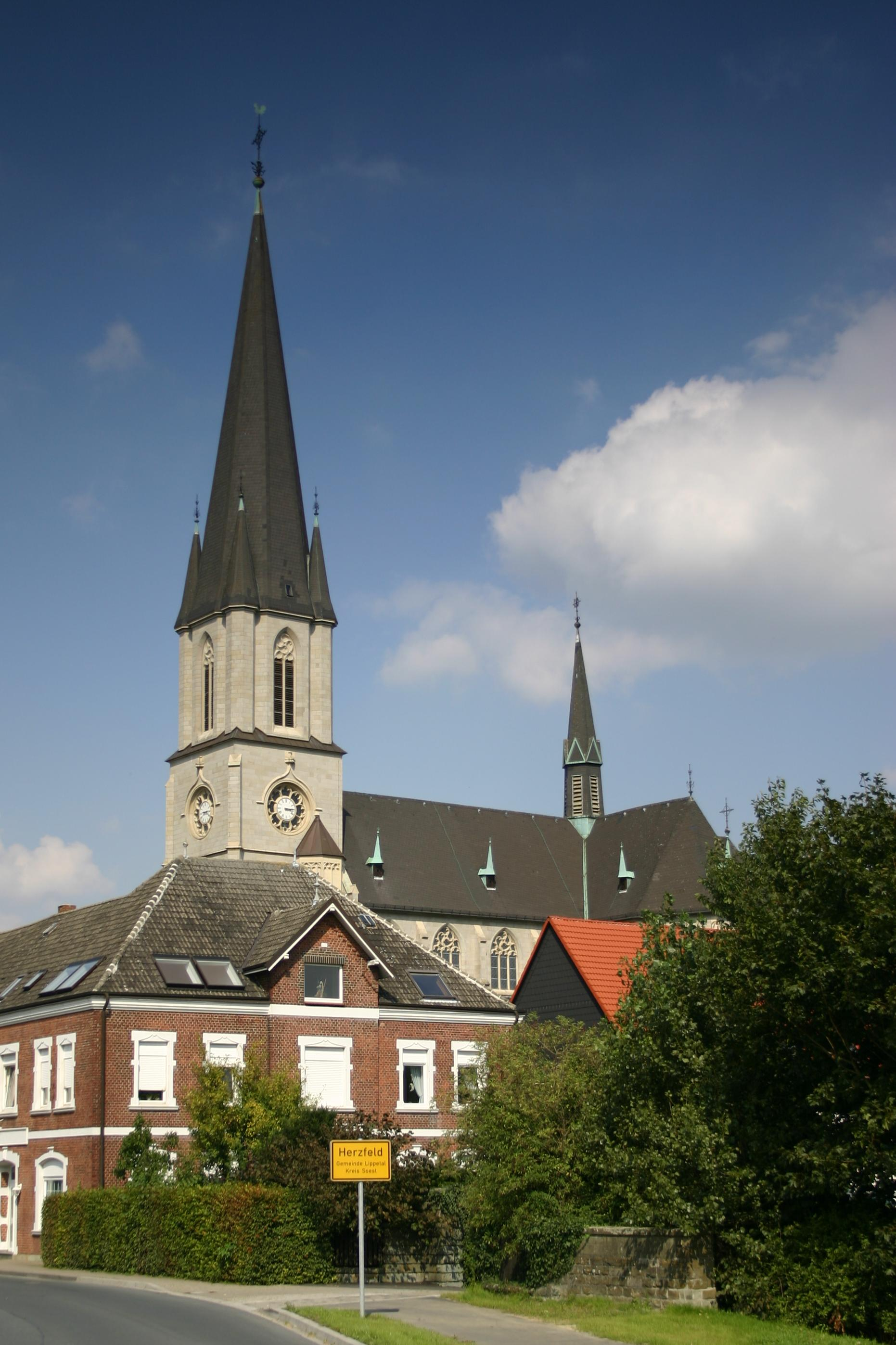
Wallfahrtskirche St. Ida in Herzfeld (1901)

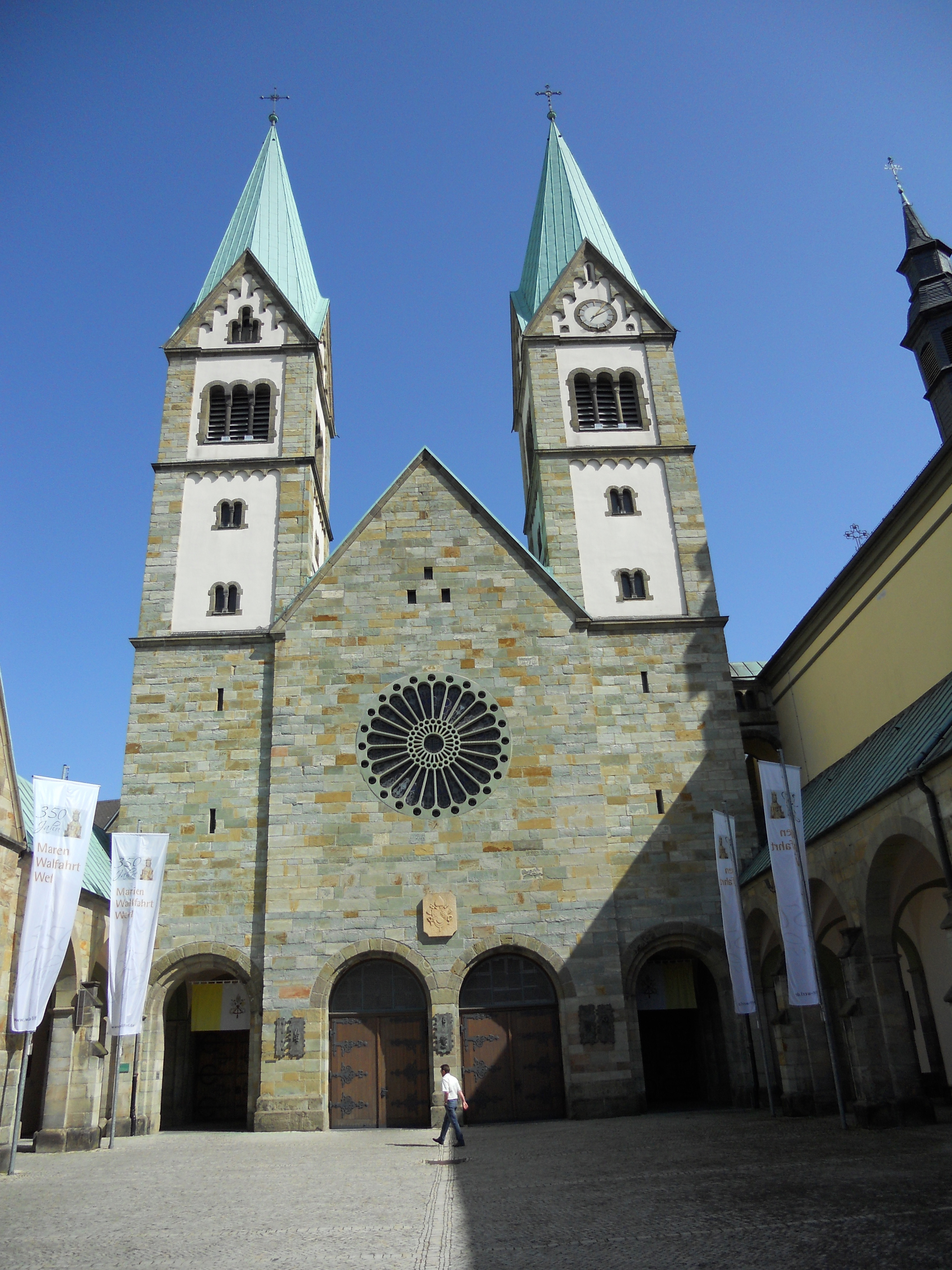
Wallfahrtsbasilika Mariä Heimsuchung in Werl, mit Wappen von Benedikt XVI. (1902–1905)

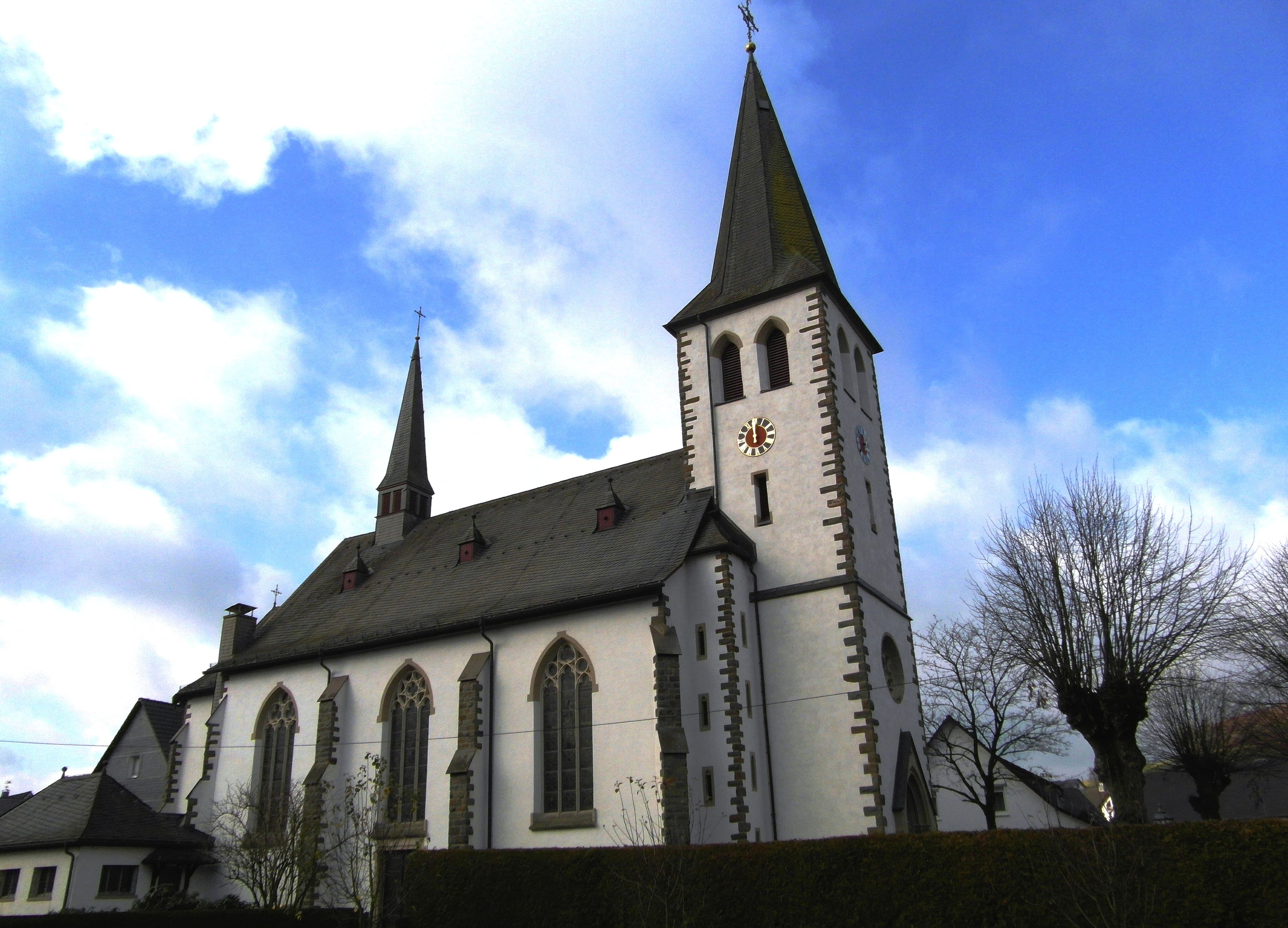
St. Antonius Einsiedler in Iseringhausen (1908)

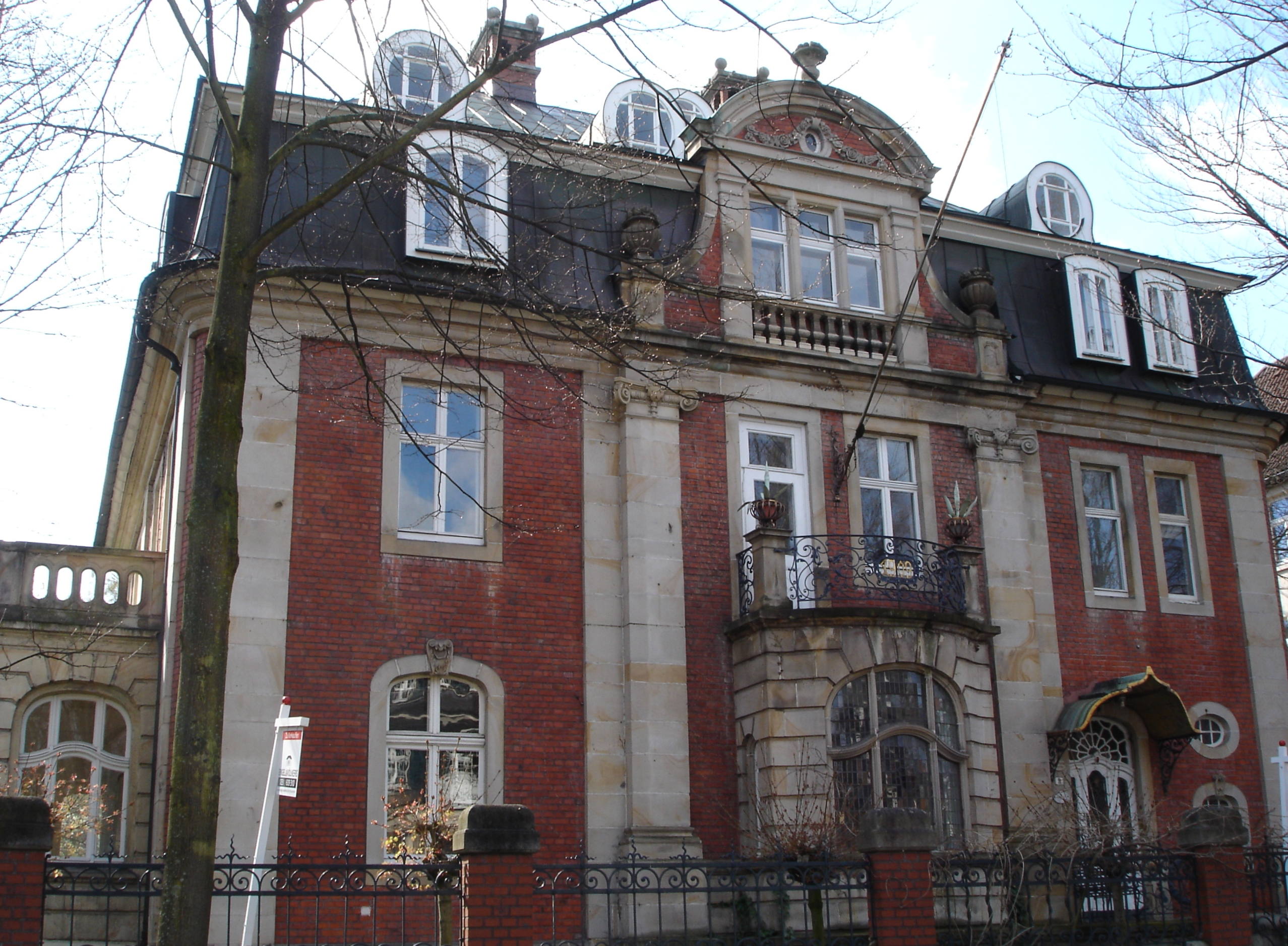
Villa Sunder-Plaßmann in Münster (1909)

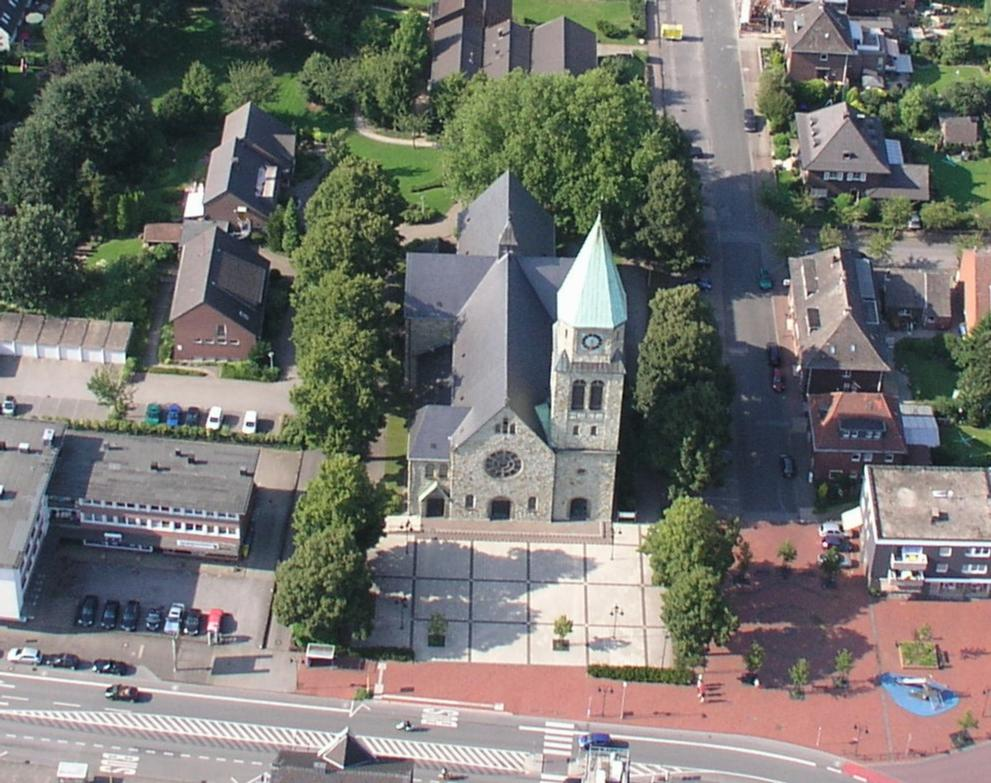
St. Johannes der Täufer in Kirchhellen (1925)

Wilhelm Sunder-Plassmann, zuweilen auch Sunder-Plaßmann geschrieben, (* 23. Juni 1866 in Liesborn; † 28. September 1950 in Wiedenbrück) war ein deutscher Architekt und Dombaumeister in Münster.
Sunder-Plassmann baute, häufig in Zusammenarbeit mit dem Mainzer Diözesanbaumeister Ludwig Becker, 65 katholische Kirchen in Westfalen und im Emsland, davon etwa 40 nach eigenen Entwürfen im Stil des Historismus.

## Leben
Sunder-Plassmann wurde als Sohn von Joseph Sunder (1822–1903), Landwirt in Liesborn, und dessen Ehefrau Elisabeth Plaßmann (1823–1883) geboren; die drei älteren Brüder waren sämtlich als Architekten, Baumeister oder Bauunternehmer tätig. Ab 1880 erhielt er – wie auch sein Bruder Anton – eine Ausbildung bei seinem Bruder Caspar in Soest und studierte bis 1885 an der Baugewerkschule Höxter. Von 1885 bis 1889 war er in Münster und Warendorf tätig. Von 1889 bis 1896 folgten weitere Studien an der Technischen Hochschule (Berlin-)Charlottenburg und an der Technischen Hochschule Karlsruhe.
1896 machte er sich zunächst in Gelsenkirchen selbstständig und siedelte 1897 nach Soest über; ab 1901 arbeitete er wieder in Münster, wo er von 1925 bis 1946 als Dombaumeister tätig war.
Nach Wilhelm Sunder-Plassmanns Sohn Ludger Sunder-Plassmann führen mittlerweile auch die Nachkommen in fünfter Generation die Aktivitäten im Bereich Kirchbau fort.

## Bauten  (unvollständig)
- 1887–1888: St. Alexander in Daseburg ⊙
- 1900–1901: St. Agatha in Altenhundem (mit Ludwig Becker) ⊙
- 1901: Kapelle Muttergottes in der Not in Werl[1] ⊙
- 1902: St. Lambertus in Henrichenburg ⊙
- 1902–1905: St. Bonifatius in Neuenkirchen-Vörden (nach Plänen von Ludwig Becker) ⊙
- 1904–1905: St. Jakobus der Ältere in Bad Iburg ⊙
- 1902–1905: Wallfahrtskirche St. Mariä Heimsuchung in Werl[2] ⊙
- 1902–1904: St. Marien in Ahlen (nach Plänen von Ludwig Becker) ⊙
- 1903–1904: Turm der Pfarrkirche St. Lucia in Harsewinkel (nach Plänen von Ludwig Becker) ⊙
- 1903–1906: St. Peter und Paul in Georgsmarienhütte-Oesede ⊙
- 1904–1905: St. Pankratius in Buldern[3] ⊙
- 1905: St. Johannes Baptist in Bakum ⊙
- 1905–1914: St. Johannes Evangelist in Sassenberg ⊙
- 1906–1908: Klosterkirche St. Dominikus in Datteln-Meckinghoven, Klosterstraße ⊙
- 1907: Erweiterungsbau für das St.-Laurentius-Stift in Waltrop ⊙
- 1908–1909: St. Antonius Einsiedler in Iseringhausen ⊙
- 1908–1911: Umbau der Pfarrkirche St. Martinus zum sogenannten Emsland-Dom in Haren (Ems) (nach Plänen von Ludwig Becker) ⊙
- 1909: neobarocke Villa Sunder-Plaßmann in Münster, Kaiser-Wilhelm-Ring  ⊙
- 1909–1910: St. Michael in Papenburg, am Obenende[4] ⊙
- 1911: Liebfrauenkirche in Gelsenkirchen-Beckhausen[5] ⊙
- 1912: Erweiterungsbau der Kirche St. Amandus in Aschendorf (Ems)[6] ⊙
- 1912: Neue Vikarie in Bockum-Hövel[7] ⊙
- 1912–1913: Erweiterung der Liebfrauenkirche in Bocholt um Saal mit Chor und Turm[8] ⊙
- 1912–1914: Erweiterung von St. Walburga in Velen-Ramsdorf[9] ⊙
- 1912–1915: Herz-Jesu-Kirche in Gladbeck-Zweckel (im Stil des Bergischen Barocks; mit Ludwig Becker)[10] ⊙
- 1912–1928: St.-Franziskus-Hospital in Ahlen[11] ⊙
- 1913: St. Nikolaus in Rhede (Ems) ⊙
- 1913: St. Antonius in Gronau[12] ⊙
- 1917–1925: St. Johannes der Täufer in Kirchhellen ⊙
- 1921–1922: St. Bonifatius in Benstrup (neobarock mit Jugendstil-Elementen; Erstausmalung 1927 von Heinrich Brey)[13] ⊙
- 1921–1922: Liebfrauenkirche in Beckum (2012 profaniert)[14] ⊙
- 1921–1924: St. Antonius in Lavesum ⊙
- 1921–1924: St. Marien Rothebusch in Oberhausen-Osterfeld, Leutweinstraße (dreischiffige Basilika in romanischen und barocken Formen)[15] ⊙
- 1922: Kapelle für St. Nikolaus in Holtwick ⊙
- 1922: St. Josef in Selm (bis auf den Turm abgerissen) ⊙
- 1927–1928: Herz-Jesu-Kirche in Bockum-Hövel[16] ⊙
- 1927–1929: neobarocke Basilika St. Marien in Bethen ⊙
- 1932: St. Antonius in Wettrup ⊙
- 1934: Erweiterung der Kirche St. Johannes Baptist in Mesum ⊙
- 1934–1935: Westbau mit Eingangsvorbau für die Herz-Jesu-Kirche in Emsdetten ⊙
- 1936: Umgestaltung der Kirche St. Antonius in Lohne[17] ⊙
- 1953: Maria-Frieden-Kirche in Vechta[18] ⊙

sowie undatiert:
- Kloster in Neisse (Oberschlesien)